# Васищеве
Васи́щеве (колишня назва — Дмитрівське) — селище в Україні, у Безлюдівській селищній громаді Харківського району Харківської області.

## Географічне розташування
Селище Васищеве розташоване за 10 км на південь від обласного центру, на лівому березі річки Уда, в місці впадання в неї річки Студенок, вище за течією розташоване селище Безлюдівка (за 4 км), нижче за течією — село Темнівка і Лизогубівка (1,5 км), на протилежному березі — села Гусина Поляна, Петрищеве та Борова. Через селище пролягає автошлях регіонального значення Р78. На відстані 2 км розташований залізничний роз'їзд Васищеве, за 2,5 км найближча залізнична станція Тернове.

## Назва
В Чугуївській писцовій книжці 1647 року, серед «дітей боярських» Чугуївської сторожової служби, які отримали в цій місцині землі, згаданий Прокіп Васищев, за яким імовірно село і отримало назву. Його нащадки з таким прізвищем й досі мешкають у цьому поселенні.

## Історичні відомості

Васищеве на мапі 1783 року

Село засноване 1647 року російськими переселенцями на Слобідську Україну.
У серпні 1668 року під час антимосковського повстання село було розгромлене й спалене об'єднаним військом козаків (вірних Дорошенкові) й татар на чолі з Мустафою Мурзою.
За даними на 1864 рік у казенному селі Безлюдівської волості Харківського повіту мешкало 550 осіб (263 чоловічої та 287 жіночої статі), налічувалось 61 домогосподарство, існувала православна церква.
Станом на 1914 рік кількість мешканців села зросла до 2400 осіб.
У 1928 році було здано в експлуатацію новозбудовану електростанцію. У 1937 році відкрита середня загальноосвітня школа, утворені колгоспи ім. Паризької комуни та ім. Кірова. У 1938 році селу Васищеве надано статус селища міського типу.
Окрема сторінка історії населеного пункту пов'язана з подіями Другої світової війни. Для мешканців Васищева німецька окупація скінчилася 19 серпня 1943 року. Цього дня в боях за остаточне визволення селища подвиг Олександра Матросова повторив командир взводу 124-го гвардійського стрілецького полку 41-й гвардійської стрілецької дивізії 57-й армії Степового фронту, гвардії молодший лейтенант Сергій Орєшков, посмертно удостоєний звання Героя Радянського Союзу. На його честь названо головну вулицю селища Васищева, а поблизу місця загибелі встановлено пам'ятний знак.
У повоєнні роки селище поступово відроджувалось. У 1950 році було завершено його повну електрифікацію. З часом прокладена дорога з твердим покриттям, яка сполучає Васищеве з Харковом, налагоджено регулярне автобусне сполучення з обласним центром. Територією селища пролягають дві залізничні лінії, які сполучають Харків з Чугуєвом та Ізюмом.
12 червня 2020 року, відповідно з розпорядження Кабінету Міністрів України № 725-р «Про визначення адміністративних центрів та затвердження територій територіальних громад Харківської області», селище увійшло до складу Безлюдівської селищної громади.
19 липня 2020 року, в результаті адміністративно-територіальної реформи Васищеве увійшло до складу новоутвореного Харківського району.
26 січня 2024 року в Україні набув чинності Закон № 3285-IX, який передбачає дерадянізацію адміністративно-територіального устрою України, селище міського типу Васищеве набуло статусу селища.
30 липня 2025 року, опівдня, російські окупанти завдали удари двома ракетами С-300/С-400 по селищу Васищеве. Атака прийшлася на розподільчий центр, до якого входили три корпорації, зокрема продуктовий супермаркет. Спалахнула масштабна пожежа, одна людина загинула, ще вісім постраждали — серед них рятувальники.

## Населення

### Мова
Розподіл населення за рідною мовою за даними перепису 2001 року:
| Мова            | Кількість | Відсоток |
| --------------- | --------- | -------- |
| російська       | 4733      | 77,99 %  |
| українська      | 1302      | 21,45 %  |
| вірменська      | 16        | 0,26 %   |
| білоруська      | 2         | 0,03 %   |
| інші/не вказали | 16        | 0,27 %   |
| Всього          | 6069      | 100 %    |

## Економіка
- ТОВ «Харків Хімпром»
- Офісно-складський комплекс АТ «Харківелектро»
- ТОВ «ТНС» — виробник пластикової упаковки

## Інфраструктура
Селище Васищеве повністю газифіковано. Місцеву промисловість представляє приватна фірма «В'ячеслав», аграрний сектор — САТ «Васищеве».
Функціонують об'єкти соціальної сфери: школа на 1176 місць, навчально-виробничий комбінат, дитячі ясла-садок на 120 місць, клуб на 200 місць, бібліотека, лікарня, дві аптеки, АТС, відділення Ощадбанку, два відділення поштового зв'язку, 12 магазинів продовольчих та промислових товарів, чотири кафе, дві перукарні, ательє з ремонту радіотелевізійної апаратури, турбаза «Васищеве», пансіонат ВАТ «Укрпрофтур», дитячий оздоровчий табір «Ромашка».

## Визначні місця
- Православний Свято-Дмитрівський храм (побудований приблизно 1880 року).
- Братська могила радянських вояків, серед яких поховано Героя Радянського Союзу Сергія Орєшкова. Загалом у могилі поховано 2822 вояків.
- Пам'ятний знак Сергієві Орєшкову.

## Персоналії
- Харин Василь Терентійович — в обозі 4-ї Київської дивізії Армії УНР, Герой Другого Зимового походу.